# Svarta handsken (film)
Svarta handsken är en amerikansk film från 1946 i regi av Don Siegel. Det är en filmatisering av Israel Zangwills bok The Big Bow Mystery (Bow-mysteriet) från 1892.

## Rollista
- Sydney Greenstreet - George Edward Grodman
- Peter Lorre - Victor Emmric
- Joan Lorring - Lottie Rawson
- George Coulouris - John R. Buckley
- Rosalind Ivan - Mrs. Vicky Benson
- Paul Cavanagh - Clive Russell
- Arthur Shields - Rev. Holbrook
- Morton Lowry - Arthur Kendall
- Holmes Herbert - Sir William Dawson
- Clyde Cook - Barney Cole